# 明星大学の人物一覧
明星大学の人物一覧（めいせいだいがくのじんぶついちらん）は、明星大学に関係する人物の一覧記事である。

## 著名な教職員

### 現教職員

#### 人文科学系
- 古田島洋介 - 人文学部教授、（漢文学）
- 前田雅之 - 人文学部教授、元東京家政学院大学教授、（国文学）
- 勝又基 - 人文学部教授、（日本近世文学・日本近世文化）
- 樋口修資 - 教育学部教授、日本レクリエーション協会代表理事理事長、元文部科学省スポーツ・青少年局長、（教育行政・教育政策・学校経営・比較教育）
- 藤井靖 - 心理学部教授、（臨床心理学）
- 山本陽子 - 教育学部教授、（美学・美術史）

#### 社会科学系
- 坂本秀夫 - 経済学部教授、（理論経済学・流通経済論・中小商業論）
- 秋原正俊 - 経営学部特任教授、映画監督、（エンタテインメント・マーケティング）
- 有賀明美 - 経営学部客員教授、ウェディングプランナー、（ブライダル・マーケティング）
- 細川昌彦 - 経営学部教授、元中部大学特任教授、元愛知県政策顧問、（国際経済学・地域経営）
- 碇朋子 - 経済学部准教授、（マーケティング論・消費者行動）
- 枝見太朗 - 非常勤講師、福祉活動家、財団法人富士福祉事業団理事長、（ボランティア論）

#### 自然科学系
- 武田有左 - 建築学部元特任教授、現客員教授、建築家、（建築学）

#### その他
- 落合一泰 - 学長、元一橋大学副学長、一橋大学名誉教授、（文化人類学）
- 菅原良 - 明星教育センター特任教授、元秋田大学特任教授、（教育工学・教育情報学・教育社会学）
- 勝岡寛次 - 明星大学戦後教育史研究センター勤務、（日本教育史）

### 元教職員

#### 人文科学系
- 高橋史朗 - 元人文学部教授、（臨床教育学）
- 村井則夫 - 元人文学部教授、中央大学教授、（哲学）
- 高塚雄介 - 元人文学部教授、名誉教授、臨床心理士、（臨床心理学・精神衛生）
- 岡本富郎 - 元教育学部教授、名誉教授、（保育学・幼児教育学）
- 井村君江 - 元教授、名誉教授、うつのみや妖精ミュージアム名誉館長、（英文学・比較文学）
- 小島威彦 - 元教授、名誉教授、（哲学）
- 安倍三郎 - 元人文学部教授、東北大学名誉教授、（心理学）
- 磯貝芳郎 - 元人文学部教授、東京学芸大学名誉教授、（社会心理学・コミュニケーション心理学）
- 井出洋一郎 - 元日本文化学部助教授、元府中市美術館館長、元群馬県立近代美術館館長（美術史）
- 井上英明 - 元日本文化学部教授、名誉教授、（比較文学）
- 上田和夫 - 元教授、（英文学）
- 上原作和 - 元人文学部教授、（物語研究・文献史学・日本琴学史）
- 牛村圭 - 元助教授、国際日本文化研究センター教授、（比較文学・比較文化論・近現代日本思想史・文明論）
- 岡野恒也 - 元人文学部助教授、元愛知みずほ大学学長、（心理学・動物行動学）
- 尾島庄太郎 - 元人文学部教授、早稲田大学名誉教授、（英文学）
- 小津次郎 - 元人文学部教授、元日本英文学会会長、元日本シェイクスピア協会会長、（英文学・シェイクスピア）
- 海江田進 - 元教授、東京外国語大学名誉教授、（英文学・英語学）
- 梶木隆一 - 元教授、東京外国語大学名誉教授、（英語学）
- 上武正二 - 元人文学部教授、東京教育大学名誉教授、（発達心理学）
- 岸俊彦 - 元人文学部教授、名誉教授、（教育心理学）
- 木村駿 - 元人文学部教授、群馬大学名誉教授、（臨床心理学）
- 小堀桂一郎 - 元日本文化学部教授、名誉教授、東京大学名誉教授、（ドイツ文学、比較文学、比較文化、日本思想史）
- 斎藤光 - 元教授、東京大学名誉教授、元学校法人自由学園理事長、（アメリカ文学）
- 佐伯仁三郎 - 元教授、歌人、（国文学）
- 榊原八朗 - 元デザイン学部教授、作庭家、ランドスケープ・アーキテクト
- 佐藤正能 - 元ドイツ語講師、元横浜国立大学教授
- クリストフ・シャルル - 元情報学部特別講師、芸術家、武蔵野美術大学教授、（芸術）
- 神宮英夫 - 元人文学部教授、金沢工業大学教授、（認知心理学・感性工学・応用実験心理学 ）
- 菅泰男 - 元人文学部教授、京都大学名誉教授、元大阪府立国際児童文学館館長・理事長、（英米文学・シェイクスピア）
- 杉山太郎 - 元教授、（中国演劇・日本語教育・中国語教育・中国人口論）
- 高村新一 - 元教授、東京大学名誉教授、（英文学）
- 宝木範義 - 元造形芸術学部教授、美術評論家、元世田谷美術館学芸部長、（近代美術史・デザイン史）
- 田島照久 - 元助教授、早稲田大学名誉教授、（宗教哲学・宗教民俗学）
- 戸川行男 - 元人文学部教授、臨床心理学を日本に導入、（臨床心理学）
- 前田透 - 元教授、歌人
- 松尾俊郎 - 元人文学部講師、（地理学）
- 三橋正 - 元人文学部教授、（日本宗教史・日本思想史・古記録文化論）
- 宮川健郎 - 元人文学部教授、武蔵野大学名誉教授、大阪国際児童文学振興財団理事長、日本児童文学学会会長、（児童文学）
- 宗内敦 - 元人文学部教授、都留文科大学名誉教授、随筆家、（生徒指導・性格検査法）
- 森啓 - 元日本文化学部教授、グラフィックデザイナー、（グラフィックデザイン史・書体設計・タイポグラフィ）
- 矢野浩三郎 - 元日本文化学部教授、翻訳家、著作権エージェント、実業家
- 山田昭廣 - 元人文学部教授・図書館長、信州大学名誉教授、（英文学・書誌学）
- 吉村浩一 - 元人文学部教授、法政大学教授、（実験心理学）

#### 社会科学系
- 稲葉由之 - 元経済学部教授、元慶應義塾大学教授、（計量経済学・応用統計学）
- 矢崎武夫 - 元人文学部教授、慶應義塾大学名誉教授、（都市社会学）
- 粟倉大輔 - 元経済学部非常勤講師、静岡県立大学特任助教、（日本経済史・日本産業史・茶業史）
- 江川雅司 - 元人文学部教授、新潟産業大学教授、（財政学・地方財政論）
- 木下照嶽 - 元人文学部教授、名誉教授、俳人、（会計学）
- 黒沢一清 - 元教授、東京工業大学名誉教授、（生産性科学）
- 正慶孝 - 元経済学部教授、（文化社会学）
- 新藤健一 - 元非常勤講師、フォトジャーナリスト、（情報マスコミ論）
- 鈴木栄太郎 - 元人文学部教授、（都市社会学・農村社会学）
- 鈴木幸寿 - 元人文学部教授、元東京外国語大学学長、東京外国語大学名誉教授、（社会学史）
- 関満博 - 元経済学部教授、一橋大学名誉教授、（産業論・中小企業論・地域経済論・地域産業）
- 銅直勇 - 元人文学部教授、（社会学）
- 中野藤吾 - 元人文学部教授、歌人、元東京都立立川短期大学学長、（経済思想史）
- 西尾久美子 - 元非常勤講師、近畿大学教授、（組織行動論）
- 橋山禮治郎 - 元経済学部教授、アラバマ大学名誉教授、（政策評価・公共計画・経済政策）
- 廣瀬盛行 - 元教授、名誉教授、日本都市計画学会名誉会員、（都市計画）
- 福永安祥 - 元人文学部教授、名誉教授、（教育社会学）
- 布施勉 - 元人文学部講師、元横浜市立大学学長、横浜市立大学名誉教授、（国際海洋法）
- 舟越康寿 - 元教授、横浜市立大学名誉教授、（経済学）
- 堀場勇夫 - 元人文学部専任講師、青山学院大学名誉教授、地方財政審議会会長、（財政学・地方財政論）
- 山崎昭 - 元経済学部教授、一橋大学名誉教授、（理論経済学・ミクロ経済理論・経済政策）
- 吉田恒雄 - 元人文学部教授、元駿河台大学学長、駿河台大学名誉教授、（相続法・家族法・児童福祉法）
- 米川伸一 - 元教授、一橋大学名誉教授、（イギリス史・経営史）

#### 自然科学系
- 佐藤勝彦 - 元理工学部客員教授、東京大学名誉教授、元日本学術振興会学術システム研究センター所長、前大学共同利用機関法人自然科学研究機構長、（宇宙物理学）
- 木原太郎 - 元理工学部教授、元東京大学教授、（電磁波論・気体論・プラズマ・宇宙論）
- 倉方俊輔 - 元非常勤講師、大阪市立大学准教授、（建築史）
- 清家正 - 元理工学部教授、元東京都立工業短期大学学長、（機械工学）
- 祖父江義明 - 元理工学部教授、東京大学名誉教授、（銀河天文学・電波天文学・星間物理学）
- 坪井正道 - 元理工学部教授、東京大学名誉教授、（物理化学）

#### その他
- 児玉九十 - 学校法人明星学苑創立者、初代学長、（教育学）
- 児玉三夫 - 第2代学長、いわき明星大学創設者・初代学長、（教育学）

## 著名なOB・OG

### 政治
- 荒巻隆三 - 京都府議会議員、元衆議院議員　97年情報学部経営情報学科卒
- 石森孝志 - 元東京都八王子市長　人文学部経済学科卒

### 経済
- 石川光久 - IGポート創業者・社長、アニメーション制作会社Production I.G社長、東京大学特任教授
- 瀧田佐登子 - 一般社団法人WebDINOジャパン（旧モジラ・ジャパン）代表理事　86年理工学部化学科卒
- 高木幹夫 - 日能研代表　77年人文学部心理・教育学科卒10期
- 鮫島慎司 - 日本ケーブルテレビジョン代表取締役社長　74年理工学部電気工学科卒
- 梅沢重雄 - 学校法人日本航空学園理事長　人文学部心理教育学科卒
- 茂木貴洋 - 経営者 ドバイで日本の和牛卸と飲食店を経営 　2015年人文学部人間社会学科卒

### 文化
- 浦沢直樹 - 漫画家　82年人文学部経済学科卒15期
- 田口仙年堂 - ライトノベル作家
- 片山憲太郎 - ライトノベル作家
- 乙武洋匡 - 作家、政治活動家、タレント、元教職員、元スポーツライター
- 田牧大和 - 小説家　人文学部英語英文学科卒
- 田内志文 - 翻訳家
- えぐちりか - 電通アートディレクター　造形芸術学科卒
- 八幡修身 - 指揮者　人文学部経済学科卒
- 木田広大 - クリエイティブ・ディレクター　91年人文学部卒
- 阿部幸太郎 - 競馬評論家　通称アベコー
- 秋山哲男 - 都市学者、中央大学教授
- 大泉義一 - 教育学者、早稲田大学教授
- ドン小西 - ファッションデザイナー　※理工学部2年次中退

### 芸能
- 野呂一生 - 「カシオペア」リーダー　※中退
- HARRY - 「THE STREET SLIDERS」のボーカル、ギタリスト
- 羽原裕太郎 - 「プロペラ」のボーカル
- 江藤潤 - 俳優　代表作に映画「祭りの準備」、テレビドラマ「青春の門」
- 星正人 - 俳優　主演映画に「俺の空」、「男組」
- 飯田基祐 - 俳優　劇団方南ぐみを経て太田プロダクション所属
- 片岡礼子 - 女優　94年理工学部土木工学科卒
- 山田真歩 - 女優　ユマニテ所属 教育学部卒
- 妹尾青洸 - 俳優　1987年「超人機メタルダー」でデビュー
- 石井洋祐 - 俳優　夢の遊眠社を経てミズキ事務所所属
- 小澤廉 - 俳優　経済学部卒
- 高田千尋 - お笑い芸人「BURN」　人文学部心理・教育学科心理学専修卒
- 庄子知美 - タレント、芸能人女子フットサル選手　浅井企画所属
- 大竹真 - タレント、リポーター　日本文化学部言語文化学科卒
- 晋平太 - YouTuber、戦車の運転者、ラッパー
- からくりどーる - タレント、マジシャン  人文学部卒
- 豊田裕大 - 俳優、モデル　人文学部人間社会学科卒
- 水野舞菜 - 元ラストアイドルメンバー、タレント、YouTuber

### スポーツ
- シュナイダー潤之介 - プロサッカー選手
- 松原聖弥 - プロ野球選手
- 南要輔 - 元プロ野球選手
- 山本恵大 - プロ野球選手
- 宮内春輝 - プロ野球選手（北海道日本ハムファイターズ所属）。明星大学出身の野球選手で初めて、プロ野球ドラフト会議で支配下選手として指名された[1]。
- 松井颯 - プロ野球選手
- 岡田泰希 - プロバスケットボール選手（仙台89ERS所属）
- 大島杏子 - 元体操選手、北京オリンピック日本代表
- 権田琉成 - プロ野球選手（2023年オリックスドラフト7位）